# Apollo (casa discografica)
La Apollo è stata una casa discografica italiana attiva dal 1969 fino al 1974.
L'Apollo Records italiana storica non è da confondere con diverse etichette statunitensi fondate nella prima metà del XX secolo, con una casa discografica belga e con una inglese dal nome simile, nonché con l'omonima Apollo Records Italia fondata nel 2021.

## Storia
L'Apollo fu fondata nel 1969 dal celebre cantante Edoardo Vianello e da sua moglie Wilma Goich con Franco Califano, con l'intenzione di scoprire e lanciare nuovi talenti (oltre che pubblicare i dischi dei due coniugi, incisi come I Vianella). Il nome dell'etichetta fu evidentemente legato a quello della missione spaziale americana che effettuò il primo storico sbarco sulla luna avvenuto nel luglio dello stesso anno, come testimonia la stessa etichetta anche visivamente, che riproduce il nostro satellite.
Tra gli artisti che l'Apollo mise sotto contratto, sono da ricordare Amedeo Minghi e i Ricchi e Poveri (che riscossero molto successo al Festival di Sanremo 1970 e 1971); anche Renato Zero fu messo sotto contratto, non arrivando mai all'incisione.

Franco Califano venne invece contattato come autore, e scrisse alcuni testi per I Vianella come la celebre Semo gente de borgata e Fijo mio. La distribuzione dell'etichetta era affidata alla RCA Italiana
Vianello aprì anche uno studio di registrazione, chiamato Studio 38, dove oltre ai dischi dell'Apollo verranno registrati anche molti dischi pubblicati dalla It (come Theorius Campus di Francesco De Gregori e Antonello Venditti e Alice non lo sa di Francesco De Gregori).
Una curiosità: la cantante Daniela Modigliani, che pubblicò per l'Apollo due 45 giri nel 1970, era in realtà Daniela Goggi, che usava questo pseudonimo per non sfruttare la fama della sorella Loretta.
Un'omonima Apollo Records (Apollo Records Italia) è stata fondata nel 2021.

## Dischi
La datazione qui riportata si basa sull'etichetta del disco o sulla copertina; qualora nessuno di questi elementi abbia una datazione, è basata sulla numerazione del catalogo; talora è, infine, basata sul codice della matrice di stampa. Se esistenti, sono riportati, oltre all'anno, il mese e il giorno (quest'ultimo dato si trova, a volte, stampato sul vinile). 
Molti dischi della RCA Italiana (la quasi totalità sino alla fine degli anni sessanta) non hanno riferimenti sulla data di pubblicazione. Si può risalire all'anno di emissione in base al codice della matrice, sempre stampato sull'etichetta.
Di seguito la tabella di conversione codice matrice per i 45 giri della Apollo Records:
| Numero di matrice | Anno di prima stampa |
| ----------------- | -------------------- |
| UKAW              | 1969                 |
| ZKAW - ZKAS       | 1970                 |
| AKAS              | 1971                 |
| BKAS              | 1972                 |
| CKAS              | 1973                 |
| DKAS              | 1974                 |

### 33 giri
| Numero di catalogo | Anno         | Interprete                                                                                             | Titoli                 |
| ------------------ | ------------ | --- | ---------------------- |
| ZSLA 55005         | 1970         | Wilma Goich, Edoardo Vianello, Pierfranco Colonna, Ricchi e Poveri, Daniela Modigliani, Fiori di Campo | Apollo Records         |
| ZSLA 55007         | 1970         | Ricchi e Poveri                                                                                        | Ricchi e Poveri        |
| ZSLA 55025         | 1971         | I Vianella                                                                                             | I Vianella             |
| ZSLA 55030         | 1971         | Ricchi e Poveri                                                                                        | Amici Miei             |
| ZSLA 55048         | 1972         | Ricchi e Poveri                                                                                        | Un diadema di successi |
| DZSLA 55090        | 1972         | I Vianella                                                                                             | Semo gente de borgata  |
| ZSLA 55141         | 1972         | Artisti Vati                                                                                           | Compilation Apollo     |
| DZSLA 55142        | 1972         | Maurizio Bigio                                                                                         | Ad ovest c'è il mare   |
| DZSLA 55160        | 1972         | I Vianella                                                                                             | I sogni de Purcinella  |
| DZSLA 55165        | 1973         | Amedeo Minghi                                                                                          | Amedeo Minghi          |
| DZSLA 55170        | Gennaio 1974 | I Vianella                                                                                             | Homeide                |

### 45 giri
| Numero di catalogo | Anno           | Interprete                        | Titoli                                            |
| ------------------ | -------------- | --------------------------------- | ------------------------------------------------- |
| ZA-50009           | Febbraio 1970  | Wilma Goich                       | E fuori tanta neve/Che giorno è                   |
| ZA-50010           | Febbraio 1970  | Marinella                         | Luna piena/La porta chiusa                        |
| ZA-50012           | 1970           | Pierfranco Colonna                | Passo/Che uomo sei                                |
| ZA-50012           | 1970           | Ricchi e Poveri                   | L'amore è una cosa meravigliosa/Due gocce d'acqua |
| ZA-50013           | 1970           | Edoardo Vianello                  | La partita alle tre/Tornare a casa                |
| ZA-50014           | 1970           | Fiori di Campo                    | Fuori città/Due bambini nel cortile               |
| ZA-50040           | 1970           | Daniela Modigliani                | Addio addio/Se malgrado te                        |
| ZA-50048           | 1970           | Enzo Samaritano                   | Ciao amore mio/E l'amore                          |
| ZA-50050           | 1970           | Ricchi e Poveri                   | La prima cosa bella/Due gocce d'acqua             |
| ZA-50055           | 1970           | Ricchi e Poveri                   | In questa città/Un'immagine                       |
| ZA-50060           | 1970           | Wilma Goich                       | Presso la fontana/Colori                          |
| ZA-50065           | 1970           | Bob & Luis                        | Per amore di Jane/Oceano                          |
| ZA-50080           | Settembre 1970 | Ricchi e Poveri                   | Primo sole, primo fiore.../C'era lei              |
| ZA-50085           | 1970           | Daniela Modigliani                | La vita non finisce stasera/C'è lui               |
| ZA-50095           | 1971           | I Vianella                        | Vojo er canto de 'na canzone/Bikini blu           |
| ZA-50170           | 1971           | Ricchi e Poveri                   | Che sarà/...ma la mia strada sarà breve           |
| ZA-50175           | 1971           | Wilma Goich                       | L'uomo ferito/Suona chitarra, suona               |
| ZA-50185           | 1971           | Edoardo Vianello                  | E brava Maria!/Caro amico                         |
| ZA-50190           | 1971           | Ricchi e Poveri                   | Addio mamma addio papà/Limpido fiume del sud      |
| ZA-50200           | 1971           | Ricchi e Poveri                   | Amici miei/Con l'aiuto del Signore                |
| ZA-50205           | 1972           | Amedeo Minghi                     | Denise/T'amerei                                   |
| ZA-50210           | 1971           | Ricchi e Poveri                   | Fumo nero/Monna Lisa e Messer Duca                |
| ZA-50215           | 1972           | I Vianella                        | Amore amore, amore amore/La festa de Cristo re    |
| ZA-50220           | 1972           | I Vianella                        | Semo gente de borgata/Tu padre co' tu madre       |
| ZA-50225           | 1972           | Baba Yaga                         | Good morning love/The man and the sparrow         |
| ZA-50235           | 1973           | I Vianella                        | Roma parlaje tu/Roma mia                          |
| ZA-50280           | 1973           | I Vianella                        | Fijo mio/Te vojo bene                             |
| JBZA-50285         | 1973           | Francesco De Gregori / I Vianella | Alice / Fijo mio                                  |
| ZA-50450           | 1974           | I Vianella                        | Canto d'amore di Homeide/Tenendoci per zampa      |